# Millettia paucijuga
Millettia paucijuga är en ärtväxtart som beskrevs av Hermann August Theodor Harms. Millettia paucijuga ingår i släktet Millettia och familjen ärtväxter. Inga underarter finns listade i Catalogue of Life.